# Nely el Arma Secreta
Josías de la Cruz (Puerto Rico, 19 de marzo de 1987), conocido artísticamente como Nely el Arma Secreta o simplemente Nely, es un productor discográfico y compositor puertorriqueño. Debutó en el género del reguetón con Luny Tunes.

## Biografía
Nely nació y se crio en Puerto Rico, aunque sus padres son dominicanos. Sus inicios en la música fueron tocando la batería en su iglesia local a la edad de cinco años. Al cumplir 14 años, comenzó a experimentar con el reguetón. Rápidamente se estableció como el principal productor de algunas de los artistas más relevantes de la industria musical.
Nely fue parte de la explosión del reguetón, contribuyendo con sus álbumes más vendidos, incluidos Mas Flow 2 y Pa'l Mundo de Wisin & Yandel. Produjo muchos éxitos como Gansta Zone (Daddy Yankee & Snoop Dogg), Conteo (Don Omar ), Rakata ( Wisin & Yandel), Noche de Travesura (Hector "El Father" & Divino), Cuanto Tengo Que Esperar ( Zion & Lennox ), Contacto (Yaviah), Burn It Up (R. Kelly), Fashion Girl (Jadiel) y Obsession (Frankie J).
Nely ahora es representante musical de Mariah Angeliq.
Nely fundó el sello Artillery Music en 2007, del que también es miembro el productor Tainy.

## Producciones discográficas
- 2003: Blin Blin Vol. 1
- 2004: La Trayectoria - (Luny Tunes)
- 2004: Motivando a la Yal - (Zion & Lennox)
- 2004: Barrio Fino - (Daddy Yankee)
- 2004: Vida Escante - (Nicky Jam)
- 2004: El Que Habla Con Las Manos - (Eliel)
- 2004: Los Anormales - (Héctor El Father)
- 2004: Los Bacatranes - (Trébol Clan)
- 2004: Luny Tunes Presents La Mision 4: The Take Over - (Luny Tunes)
- 2004: Los MVP - (Angel & Khriz)
- 2004: Clase Aparte - (Yaga & Mackie)
- 2005: Sangre Nueva - (Héctor El Father & Naldo
- 2005: Mas Flow 2 - (Luny Tunes & Baby Ranks)
- 2005: TP.3 Reloaded - (R. Kelly)
- 2005: Motivando A La Yal: Special Edition - (Zion & Lennox)
- 2005: Pa'l Mundo - (Wisin & Yandel)
- 2006: Todo a Su Tiempo Platinum Edition - (Divino)
- 2006: King of Kings - (Don Omar)
- 2006: Top of the Line - (Tito "El Bambino")
- 2006: Pa'l Mundo: Deluxe Edition - (Wisin & Yandel)
- 2006: Mas Flow: Los Benjamins - (Luny Tunes & Tainy)
- 2006: Chosen Few II: El documental - (Boy Wonder)
- 2007: La Reunión - (Yaga & Mackie)
- 2007: The Perfect Melody - (Zion)
- 2007: It's My Time - (Tito "El Bambino")
- 2007: El Pentágono - (Revol)
- 2007: El Cartel: The Big Boss - (Daddy Yankee)
- 2007: The Black Carpet - (Nicky Jam)
- 2007: Broke and Famous - (Ñejo & Dálmata)
- 2008: Showtime - (Angel & Khriz)
- 2008: Lo Mejor De Mi - (Jadiel)
- 2008: Masacre Musical - (De La Ghetto)
- 2008: El Fenómeno - (Arcángel)
- 2009: Down To Earth - (Alexis & Fido)
- 2009: Free Tempo - (Tempo)
- 2009: The Black Frequency - (Los Yetzons)
- 2009: Música para adultos - (Luigi 21 Plus)
- 2010: House of Pleasure - (Plan B)
- 2010: El Bokisucio - (Luigi 21 Plus)
- 2011: Perreologia - (Alexis & Fido)
- 2011: Formula, Vol. 1 (Romeo Santos)
- 2012: El patán - (Luigi 21 Plus)
- 2013: De Líder a Leyenda - (Yandel)
- 2013: Sentimiento, Elegancia & Maldad - (Arcángel)
- 2014: In Business - (Luigi 21 Plus)
- 2014: Love and Sex - (Plan B)
- 2015: Matando La Liga - (Jory Boy)
- 2017: Golden - (Romeo Santos)
- 2020: Mala influencia - (Luigi 21 Plus)
- 2021: Las Leyendas Nunca Mueren - (Anuel AA)
- 2024: Le Clique: Vida Rockstar (X) - (Jhayco)